# Andowiak wędrowny
Andowiak wędrowny (Thomasomys erro) – gatunek ssaka z podrodziny bawełniaków (Sigmodontinae) w obrębie rodziny chomikowatych (Cricetidae).

## Zasięg występowania
Andowiak wędrowny występuje we wschodnich Andach (Kordyliera Wschodnia) w północno-środkowym Ekwadorze.

## Taksonomia
Gatunek po raz pierwszy zgodnie z zasadami nazewnictwa binominalnego opisał w 1926 roku amerykański teriolog i paleontolog Harold Elmer Anthony nadając mu nazwę Thomasomys erro. Holotyp pochodził z górnego zbocza góry Sumaco, prawdopodobnie na wysokości 8000-9000 ft (2438–2743 m), u ujścia rzeki Suno, dopływu rzeki Napo, w prowincji Napo, we wschodni Ekwadorze.
Autorzy Illustrated Checklist of the Mammals of the World uznają ten takson za gatunek monotypowy.

### Etymologia
- Thomasomys: Oldfield Thomas (1858–1929), brytyjski zoolog, teriolog; gr. μυς mus, μυος muos „mysz”[7].
- erro: łac. erro „wędrowiec, włóczęga”, od errare „wędrować”[8].

## Morfologia
Długość ciała (bez ogona) 104–152 mm, długość ogona 131–178 mm, długość ucha 19–21 mm, długość tylnej stopy 28–32 mm; masa ciała 28–46 g. 

## Ekologia
Zakres wysokości jego występowania wynosi 2400–3600 m n.p.m. Znaleziono siedemnaście okazów T. erro. Jedenaście złapano w gęstej roślinności, pięć w górskim lesie deszczowym i jeden wysoko w lesie mglistym. Zwierzę naziemne.

## Populacja
Gatunek słabo rozpowszechniony.

## Zagrożenia
Główne zagrożenia to wylesianie, fragmentacja siedliska, i rolnictwo.